# Flintholm
 For alternative betydninger, se Flintholm (flertydig). (Se også artikler, som begynder med Flintholm)
Flintholm er et boligområde i Storkøbenhavn, beliggende på Frederiksberg syd for Flintholm Station. Hele kommunen har 104.899 indbyggere  (2024). Området har navn efter en tidligere gård, der lå her. Gården var etableret ved en auktion af landbrugsjord i 1765.
Flintholm-området blev frem til 1964 bl.a. anvendt til gasproduktion, og to store gasbeholdere var i mange år kendetegnende for området. De blev i 2004 revet ned for at give plads til udviklingen af en ny bydel på Frederiksberg, og det eneste, der er tilbage fra gasproduktionen, er et fredet målerhus.
Siden har området været brugt til genbrugsplads mv. samt kontorer, garager og lager for Frederiksberg Forsyning.
I 2001 besluttede Frederiksberg Kommune i samarbejde med DSB og private interessenter at udarbejde en plan for et helt nyt Flintholm, og i 2005 begyndte nedrivningen af en række af bygningerne i området og oprensningen af den forurenede jord, der var et resultat af gasproduktionen.
Tidligere lå der også et Flintholm Sygehus vest for gasproduktionen.